# Aesalus trogoides
Aesalus trogoides là một loài bọ cánh cứng trong họ Lucanidae. Loài này được Albers mô tả khoa học năm 1883.